# اوسامو کوبایاشی (تصویرگر)
اوسامو کوبایاشی (انگلیسی: Osamu Kobayashi; ۱۰ ژانویهٔ ۱۹۶۴ – ۱۷ آوریل ۲۰۲۱) تصویرگر، پویانما، و کارگردان فیلم اهل ژاپن بود.